# Overtoomse Veld

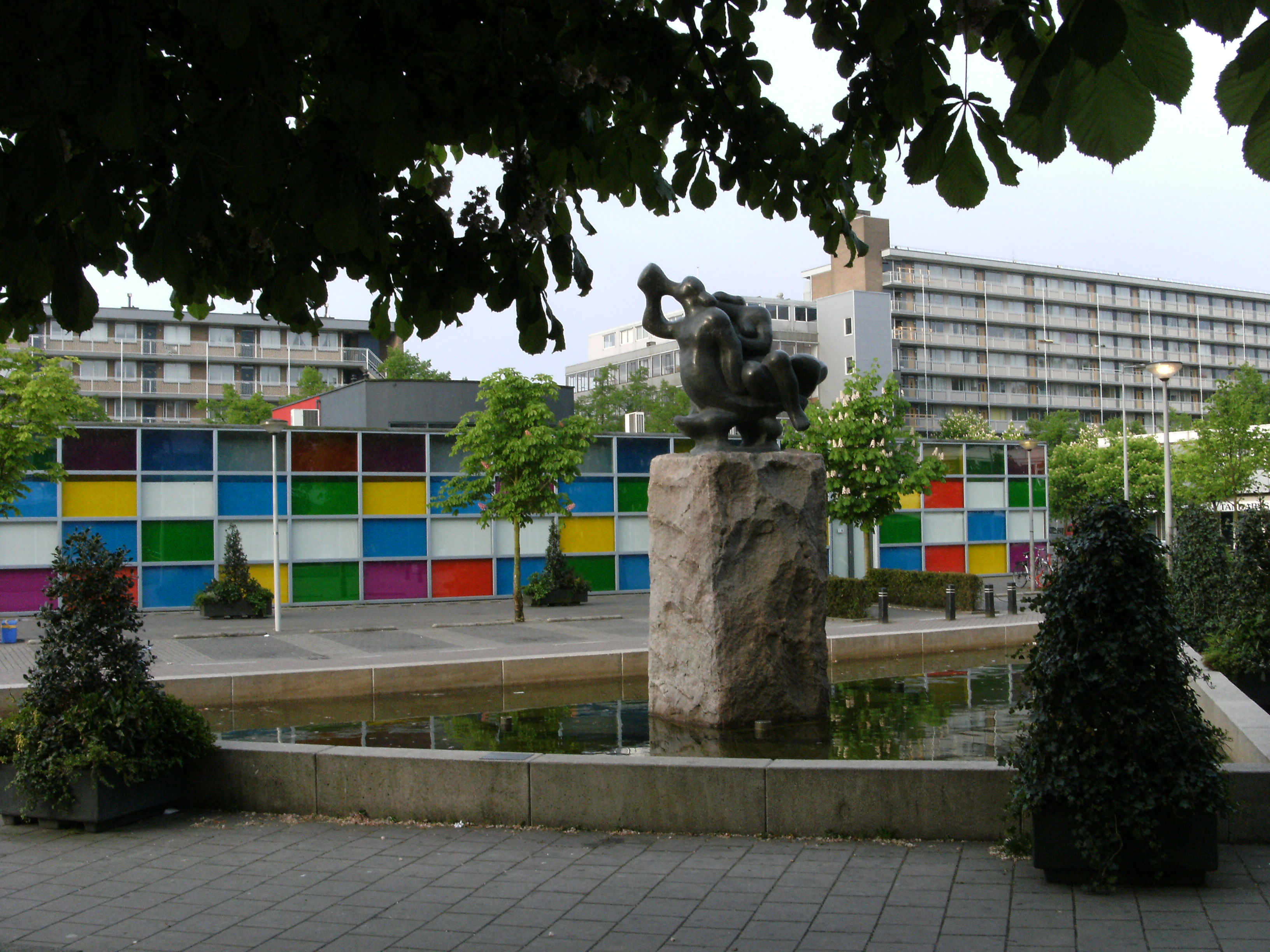
Het August Allebéplein in Overtoomse Veld.

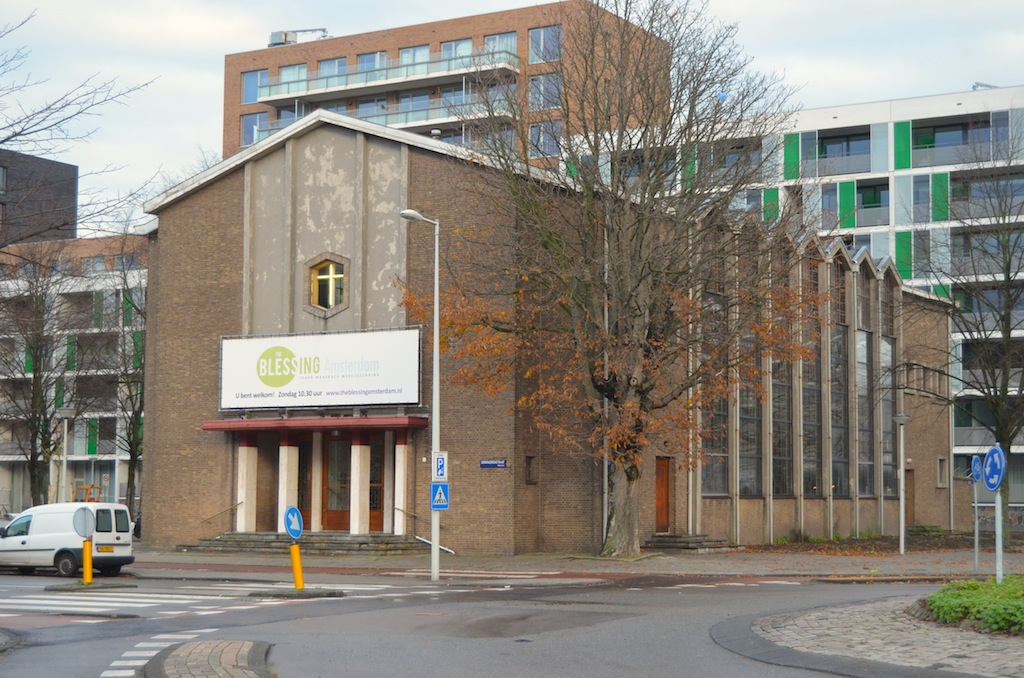
De Calvariekerk op de hoek van de Postjesweg en de Derkinderenstraat in Overtoomse Veld.

Overtoomse Veld is een wijk in de Westelijke Tuinsteden in Amsterdam, in de Nederlandse provincie Noord-Holland. De naam Overtoomse Veld is ontleend aan de naam van het gebied ten westen van de Overtoomse Buurt, gelegen bij de Overtoomse Sluis. In dit gebied waren tot de bouw van de westelijke tuinsteden in de jaren vijftig veel tuindersbedrijven gevestigd. Het was de groentetuin van Amsterdam.

## Geschiedenis
De wijk zoals die bestond tot de instelling van de stadsdelen in 1990 bestond uit twee delen: de bebouwing uit de periode tot 1940 tussen Kostverlorenvaart en de grens van de stad langs Orteliuskade, Postjeskade en Westlandgracht, en de tussen 1955 en 1970 tot stand gekomen meer open bebouwing ten westen hiervan.
Na de annexatie van de gemeente Sloten in 1921 werden in de jaren twintig de wijken rond Mercatorplein, Surinameplein en Hoofddorpplein gebouwd. Het resterende tuindersgebied werd in de jaren vijftig ontruimd, waarna hier de huidige wijk Overtoomse Veld verrees en het Rembrandtpark werd aangelegd. Voor de ophoging behoorde het gebied tot de Overtoomse Polder, grotendeels door tuinbouwbedrijven in cultuur gebracht
Tussen de Heemstedestraat en de oude Sloterweg verrees de wijk Westlandgracht, die na 1962 deel uitmaakte van Overtoomse Veld. Thans is dit de Delflandpleinbuurt. In Overtoomse Veld zijn veel straten vernoemd naar Nederlandse schilders uit de 19e en begin 20e eeuw. In de Delflandpleinbuurt zijn de straten vernoemd naar steden en dorpen uit de provincie Zuid-Holland.
De wijk bestaat uit een mengeling van laag, middel, en hoogbouw en was halverwege de jaren zestig volgebouwd.
De huidige wijk Overtoomse Veld wordt aan de noordzijde begrensd door de Jan Evertsenstraat en aan de zuidzijde door de vroegere Sloterweg. De oostelijke begrenzing wordt gevormd door de Postjeswetering en Westlandgracht, de westelijke begrenzing is de Ringspoorbaan.
Aan de oostkant van de wijk ligt het Rembrandtpark, dat de scheiding vormt tussen vooroorlogse stad met gesloten bebouwing en de naoorlogse stad met open bebouwing.
Met de instelling van de stadsdelen werd in 1990 het vooroorlogse deel ten noorden van het Surinameplein en rond het Mercatorplein deel van het stadsdeel De Baarsjes (tegenwoordig West) en het deel rond de Hoofddorppleinbuurt deel van stadsdeel Zuid.
Het naoorlogse deel van de wijk werd in 1990 onderdeel van Slotervaart/Overtoomse Veld (na de naamswijziging van het stadsdeel in 2004 tot 2010 stadsdeel Slotervaart. Sinds 2010 maakt deze deel uit van het stadsdeel Nieuw-West.